# Galesville
Galesville – miasto w Stanach Zjednoczonych, w stanie Wisconsin, w hrabstwie Trempealeau. 
Z Galesville pochodzi reżyser Nicholas Ray.